# Vito Marcantonio

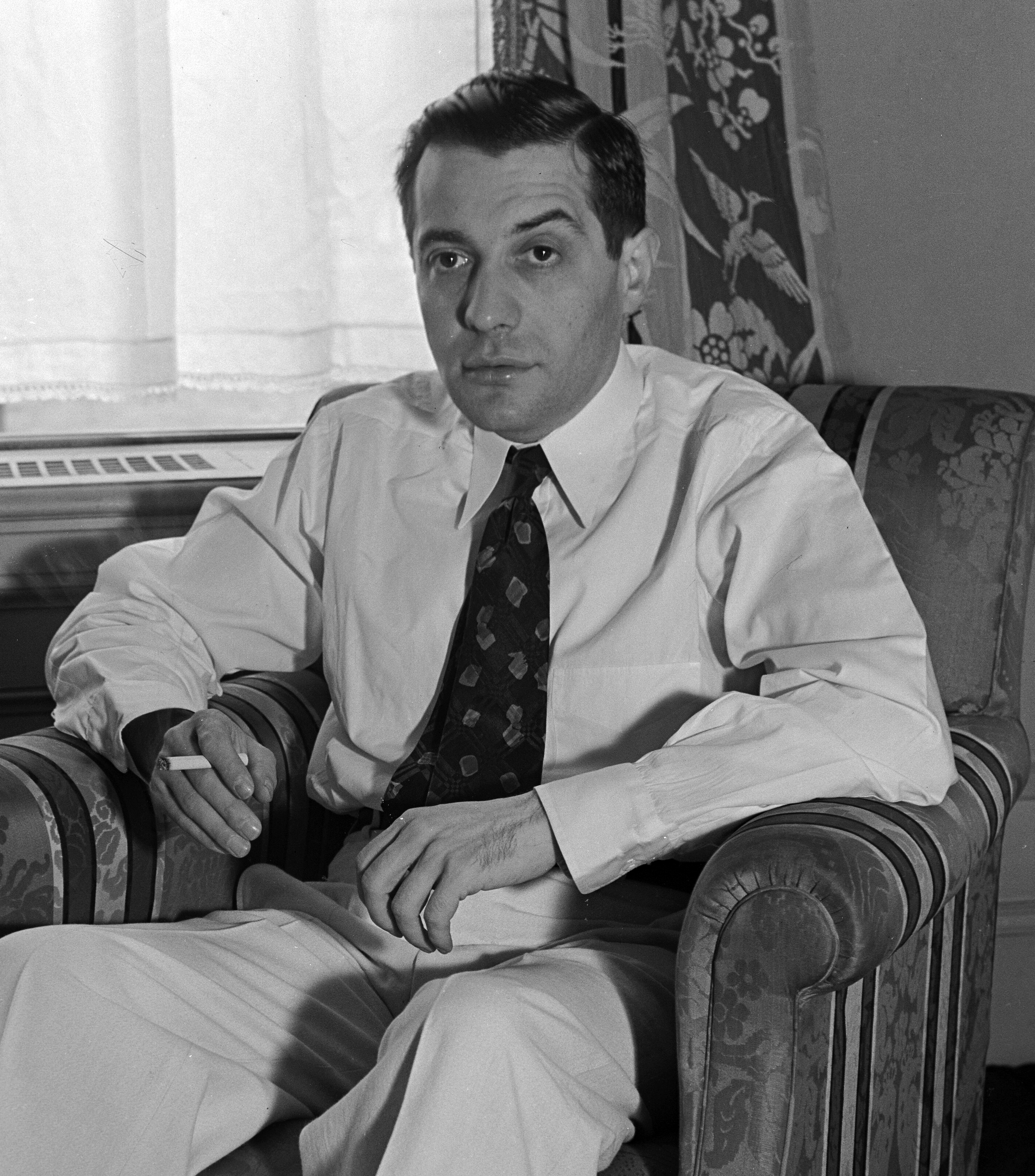
Vito Marcantonio

Vito Anthony Marcantonio  (* 10. Oktober 1902 in New York City; † 9. August 1954 ebenda) war ein US-amerikanischer Politiker. Zwischen 1935 und 1937 sowie nochmals von 1939 bis 1951 vertrat er den Bundesstaat New York im US-Repräsentantenhaus.

## Werdegang
Vito Marcantonio besuchte die öffentlichen Schulen seiner Heimat. Nach einem anschließenden Jurastudium an der New York University und seiner 1925 erfolgten Zulassung als Rechtsanwalt begann er 1926 in New York City in diesem Beruf zu arbeiten. In den Jahren 1930 und 1931 war er stellvertretender Bezirksstaatsanwalt. Politisch wurde er zunächst Mitglied der Republikanischen Partei. Bei den Kongresswahlen des Jahres 1934 wurde Marcantonio im 20. Wahlbezirk von New York in das US-Repräsentantenhaus in Washington, D.C. gewählt, wo er am 3. Januar 1935 die Nachfolge des Demokraten James J. Lanzetta antrat. Da er im Jahr 1936 nicht bestätigt wurde, konnte er bis zum 3. Januar 1937 zunächst nur eine Legislaturperiode im Kongress absolvieren. Während dieser Zeit wurden dort weitere New-Deal-Gesetze der Roosevelt-Regierung verabschiedet.
Nach dem vorläufigen Ende seiner Zeit im US-Repräsentantenhaus praktizierte Marcantonio wieder als Anwalt. Damals wechselte er zur American Labor Party. Bei den Wahlen des Jahres 1938 wurde er als deren Kandidat erneut im 20. Distrikt seines Staates in den Kongress gewählt, wo er am 3. Januar 1939 Lanzetta wieder ablöste, der ihn zwei Jahre zuvor nachgefolgt war. Nach fünf Wiederwahlen konnte er bis zum 3. Januar 1951 sechs weitere Amtszeiten im US-Repräsentantenhaus verbringen. Seit 1941 war auch die Arbeit des Kongresses von den Ereignissen des Zweiten Weltkrieges geprägt. Seit 1945 vertrat Marcantonio den 18. Wahlbezirk. Er stand dem Kommunismus nahe und wurde daher vom FBI überwacht. Im Jahr 1940 sprach er sich gegen einen Eintritt der Vereinigten Staaten in den Zweiten Weltkrieg aus. Erst nach dem Angriff der Deutschen auf die damalige Sowjetunion änderte er seine Meinung. Der Kriegseintritt erfolgte aber erst einige Monate später nach dem japanischen Angriff auf Pearl Harbor.
Für amerikanische Verhältnisse galt Marcantonio als äußerst links orientierter Politiker. Später war er auch gegen den Eintritt der Vereinigten Staaten in den Koreakrieg, weil seiner Meinung nach Nordkorea das Opfer einer Aggression Südkoreas sei. Innenpolitisch war er in den 1930er und 1940er Jahren ein früher Verfechter der Bürgerrechtsbewegung; wenngleich dieser Begriff erst später geprägt wurde, setzte er sich bereits damals für deren Ziele ein. Marcantonios Widerstand gegen den Koreakrieg kostete ihn im Jahr 1950 seine Wiederwahl. Ein Jahr zuvor hatte er bereits erfolglos für das Amt des Bürgermeisters von New York kandidiert.
Nach seinem endgültigen Ausscheiden aus dem Kongress war Vito Marcantonio wieder als Rechtsanwalt tätig. Er starb am 9. August 1954 in New York City, wo er auch beigesetzt wurde.